# Leucopis sordida
Leucopis sordida är en tvåvingeart som beskrevs av Becker 1907. Leucopis sordida ingår i släktet Leucopis och familjen markflugor. Inga underarter finns listade i Catalogue of Life.